# Jean-Baptiste Charbonneau
Pour les articles homonymes, voir Charbonneau.
Jean-Baptiste Charbonneau, né le 11 février 1805 et mort le 16 mai 1866 à Danner d'une pneumonie, est le fils de Sacagawea et de Toussaint Charbonneau, canadien-français, né lorsqu'ils étaient tous deux membres de l'expédition Lewis et Clark ; le co-dirigeant de l'expédition l'appela Pomp ou Pompy.

## Biographie
Plusieurs années après l'expédition, la famille Charbonneau déménagea à Saint-Louis à l'invitation de William Clark. Celui-ci paya les études du jeune Charbonneau pour qu'il puisse fréquenter l'« Académie Saint-Louis », aujourd'hui collège universitaire Saint-Louis (en) et continua à s'occuper de lui alors que Sacagawea remontait le Mississippi avec son père.
À l'âge de dix-huit ans, le jeune Charbonneau rencontra le prince Paul-Guillaume de Wurtemberg, neveu du roi Frédéric Ier de Wurtemberg. Le prince, voyageant en Amérique pour une expédition consacrée à l'histoire naturelle, invita Jean Baptiste Charbonneau à venir en Europe avec lui, où il vécut six années et apprit à parler quatre langues européennes. Il voyagea à travers l'Europe et alla même en Afrique.
En 1829, Charbonneau revint en Amérique du Nord où il vécut en trappeur et garde forestier pour l'armée. Il guida le bataillon mormon du Nouveau-Mexique jusqu'à la ville de San Diego en Californie en 1846, puis accepta une nomination au poste d’alcade (maire) de la Mission Saint-Louis Roi de France. Il fut ensuite obligé de démissionner après avoir tenté plusieurs fois d'améliorer le sort de la tribu amérindienne locale.
Jean-Baptiste Charbonneau se lança ensuite dans la Ruée vers l'or en Californie et se joignit à plusieurs milliers de personnes lancées dans cette ruée en cette année 1849, en ce qui le concerne dans le comté de Placer. Toujours à la recherche des richesses cachées et sans descendance connue, il mourut âgé de 61 ans à Danner, dans l'Oregon, apparemment d'une bronchite, venant de Californie et allant vers les nouvelles mines d'or récemment découvertes à Virginia City dans le Montana. Il a un lieu de sépulture près de Jordan Valley dans l'Oregon, que l'on estime être authentique ; un autre site se trouve à Fort Washakie, dans le Wyoming (voir photo de la plaque commémorative), mais la présence du corps y est discutée.

## Postérité
Le monument national de la colonne de Pompey sur la rivière Yellowstone porte son nom en son honneur et son visage peut être aperçu sur l'actuelle pièce de un dollar, le dollar Sacagawea.